# Баймаклія (Кантемірський район)
Баймаклія (рум. Baimaclia) — село в Кантемірському районі Молдови. Адміністративний центр однойменної комуни, до складу якої також входять села Акуй і Сухат.

## Населення
За даними перепису населення 2004 року у селі проживали 2603 особи.
Національний склад населення села:
| Національність | Кількість осіб |
| -------------- | -------------- |
| молдавани      | 2482           |
| болгари        | 40             |
| українці       | 25             |
| гагаузи        | 20             |
| росіяни        | 18             |
| румуни         | 14             |
| інші           | 4              |
| Всього         | 2603           |